# غواصة من طراز أرخميدس
 أرخميدس  كانت فئة عبارة عن مجموعة من أربع غواصات تم بناؤها لصالح ريجيا مارينا (البحرية الملكية الإيطالية) في أوائل الثلاثينيات. قاتلت القوارب في الحرب الأهلية الإسبانية (تحت العلم القومي) وفي الحرب العالمية الثانية. في الخدمة الإسبانية، عُرف القاربان باسم فئة جنرال مولا؛ تم إخراجها من الخدمة في عام 1959.

## التصميم
تم تصميم السفن من قبل شركة كافاليني وكانت ذات هيكل مزدوج جزئيًا. مثل معظم غواصات البحرية الإيطالية اللاحقة التي تبحر في المحيط، يتكون تسليح سطح السفينة من مدفعين عيار 100 ملم (3.9 بوصة) للتعامل مع التجار المسلحين في القتال السطحي. كما قاموا بتركيب مدفعين عيار 13.2 ملم. (0.52 بوصة) مدافع رشاشة مضادة للطائرات.

## القوارب
تم بناء جميع القوارب بواسطة حوض بناء السفن فرانكو توسي في تارانتو، بين عامي 1930 و1934.
شارك توريسيلي وأرخميدس في الحرب الأهلية الإسبانية تحت العلم الإيطالي منذ عام 1936، وقاما بعمليات سرية. وفي النهاية تم تسليم الغواصتين سرًا إلى القوميين الإسبان في أبريل 1937.